# Lista över vulkaner i Azerbajdzjan

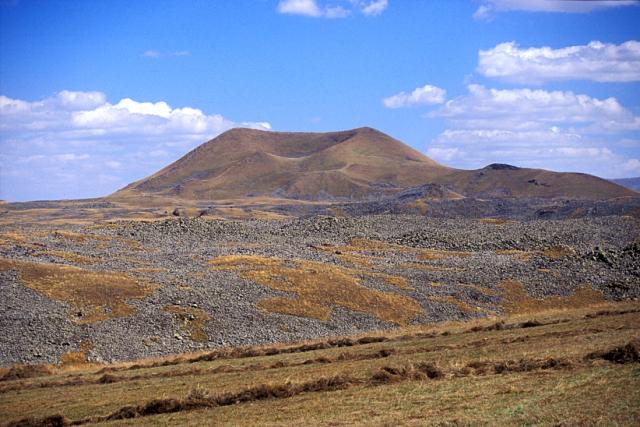
Vulkanen Axarbaxar.

Detta är en lista över vulkaner i Azerbajdzjan.
| Namn         | Höjd (m ö.h.) | Koordinater                       | Senaste utbrott |
| ------------ | ------------- | --------------------------------- | --------------- |
| Böyük İşıqlı | 3 552         | 39°35′N 46°10′Ö / 39.58°N 46.17°Ö | okänt           |
| Axarbaxar    | 2 800         | 40°01′N 45°47′Ö / 40.02°N 45.78°Ö | 778 BC          |
| Qarqar       | 3 000         | 39°44′N 46°01′Ö / 39.73°N 46.02°Ö | 3000 BC         |